# Пирон, Шай
Шай Моше Пирон (ивр. שי משה פירון‎; род. 25 января 1965 года, Кфар-Виткин, Израиль) — израильский политик, раввин, педагог, деятель религиозного сионизма. Министр образования Израиля в третьем правительстве Нетаньяху.

## Биография
Шай Пирон родился 25 января 1965 года в Кфар-Виткине, Израиль. Проходил службу в Армии обороны Израиля в качестве рядового. Получил диплом раввина, а также первую академическую степень по юриспруденции в колледже Шаарей Мишпат.
Служил раввином кибуца Эйн-ха-Нацив в 1993-1998 годах. В 2002-2011 годах Пирон возглавлял большую иешиву в Петах-Тикве.
В 2011-2013 годах работал в Израильском институте изучения демократии. Шай Пирон активен как преподаватель, он дает лекции в Бар-Иланском университете, Междисциплинарном центре в Герцлии, колледже «Герцог» и колледже «Шаарей Мишпат».
Член партии «Йеш Атид» с 2012 года, получил второе место в предвыборном списке партии.
Так как «Йеш Атид» получила 19 мандатов, Пирон вошёл в состав парламента, получив пост в комиссии кнессета. Однако в ходе формирования третьего правительства Нетаньяху он получил пост министра министр образования. Его заместителем стал Авраам Ворцман.
Шай Пирон женат, имеет шестерых детей, проживает в поселении Оранит.